# Аксыйский район
Аксыйский район (кирг. Аксы району) — административная единица Джалал-Абадской области Кыргызстана. Административный центр — город Кербен.

## История
Район образован как Таш-Кумырский район 29 октября 1935 года. 16 ноября 1942 года переименован в Джаны-Джольский район и носил это название до 6 марта 1992 года (также Джаныджолский район). Одновременно центр района был перенесён из Таш-Кумыра в селение Чон-Ак-Джол, переименованное при этом в Джаны-Джол. 29 октября 1958 года к Джаны-Джольскому району был присоединён Караванский район. Входил в состав Ошской области до 1990 года.

## География
Район расположен к северо-западу от областного центра — города Джалал-Абада, на высоте 1200 метров над уровнем моря, в северной окраине Ферганской долины.
Аксыйский район граничит с 4 районами (Янги-Курганский, Чартакский, Уйчинский и Уч-Курганский) Наманганской области Узбекистана. Протяжённость границы Аксыйского района с Республикой Узбекистан составляет 142 км.
На территории района (Западный Тянь-Шань) созданы и функционируют в настоящее время:
- Государственный природный парк Авлетим-Ата,
- Аркытский лесхоз (основан в 1939 году),
- Падышатинский государственный заповедник,
- Сары-Челекский государственный биосферный заповедник,
- Рязан-Сайский ботанический заказник,
- Джель-Тийбесский ботанический заказник,
- Балтыр-Ханский лесной заказник,
- Гидрогеологический заказник (памятник природы) «Скалы Кара-Джыгач», а также исторический памятник наскальных изображений (Таш-Кемюрская группа).

## Население
По данным переписи населения Кыргызстана 2009 года, киргизы составляют 107 447 человек из 113 010 жителей района (или 95,1 %), узбеки — 4802 человека или 4,2 %, русские — 305 человек или 0,3 %.

## Административное деление
В состав района входят 1 город районного значения — Кербен и 11 аильных (сельских) округов, в которых расположены 78 сельских населённых пунктов.
Айылы (села) в составе города Кербен:
- Курулуш, Кулук-Добо, Ак-Добо, Жетиген, Мамай, Устукан;

Аильные (сельские) округа:
- Ак-Жолский аильный округ: Ак-Джол (центр), Джолборсту, Кара-Тыт, Кечуу, Райкомол, Тегене, Кызыл-Бейит, Кюрп, Разан-Сай;
- Авлетимский аильный округ: Авлетим (центр), Байкашка-Терек, Дерес-Сай, Джангактуу-Булак, Ит-Агар, Коргон, Мукур, Тегермен-Сай, Товар-Сай;
- Джаны-Джольский аильный округ: Джаны-Джол (центр), Кой-Таш, Таштак, Терс;
- Ак-Сууский аильный округ: Ак-Суу (центр), Ак-Сай, Коргон-Дёбё, Кум-Булун, Мор-Булак, Тоо-Басты;
- Кара-Жыгачский аильный округ: Кара-Джыгач (центр), Дардак-Дёбё, Кара-Ой, Сыны, Торкамыш, Чарба;
- Кашка-Сууский аильный округ: Кашка-Суу (центр), Джаны-Айыл, Кара-Дебе, Согот, Тосту, Туюк-Жар, Олон-Булак, Чарбак, Кара-Башат;
- Мавляновский аильный округ: Атана (центр), Мундуз, Сары-Кашка, Семет, Торук, Улук, Чие, Таш-Жар, Жангак;
- Кызыл-Тууский аильный округ: Кызыл-Туу (центр), Аркит, Джылгын, Джол-Сай;
- Кара-Сууский аильный округ: Топ-Джангак (центр), Джузумжан, Кара-Суу, Кезарт, Кызыл-Кёль, Сай-Булун, Турдюк, Чалдыбар, Чат;
- Джерге-Талский аильный округ: Джерге-Тал (центр), Боспиек, Кызыл-Капчыгай;
- Уч-Коргонский аильный округ: Кызыл-Жар (центр), Джыл-Кол, Кум, Нарын;

Примечание: Таш-Кумыр является городом областного значения Джалал-Абадской области, пгт Кызыл-Джар и Шамалды-Сай и села Тендик, Кашкулак-Сай, Чуйут-Сай, Кызыл-Алма, Кудук-Сай включены в состав города Таш-Кумыр.

## Спорные территории
На отрезке государственной границы Аксыйского района с Узбекистаном имеются 8 спорных участков общей площадью 513 га. Неопределённость границ является основной причиной конфликтов между гражданами двух республик.
16-18 марта 2002 года в Аксыйском районе произошли столкновения между населением и правоохранительными органами. Одним из требований населения был отказ от ратификации соглашения 1999 года о киргизско-китайской государственной границе.
В последнее время в связи с низким материальным благосостоянием в районе происходит массовый отток населения на север страны, а также в Россию.